# Amorf (materie)

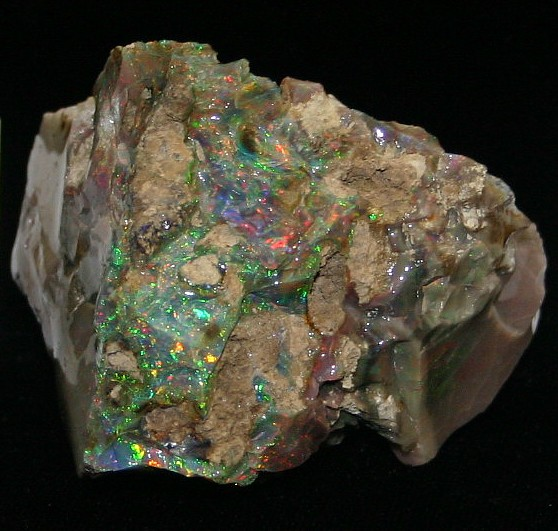
Opaal is een voorbeeld van een amorf mineraal

Overzicht van de ordening van atomen in kristallijne, polykristallijne en amorfe materie

Amorf is een begrip uit de natuurwetenschappen. Amorf materiaal of een amorfe stof is een vaste stof zonder een kristallijne structuur: de atomen, ionen of moleculen zijn in amorfe materialen volledig willekeurig gerangschikt. Vaste stof zonder kristalstructuur is meestal bros en transparant, zoals glas, of semitransparant. Men beschrijft amorfe materie ook als glasachtig en glazig.
Amorf komt van het Oudgriekse ἄμορφος, amorphos wat letterlijk 'zonder vorm' betekent, namelijk ἀ-: 'zonder' en μορφή: 'uiterlijk, gedaante, vorm'.

## Voorbeelden
Voorbeelden van amorfe materialen en stoffen zijn:
- Glas, zoals gewoon vensterglas. Een van de wél kristallijne vormen van glas (siliciumdioxide of silica) is kwarts.
- Kunststoffen zijn amorf, met eventueel enigszins semikristallijne delen. Veel synthetische polymeren, zoals polystyreen, hebben een amorfe structuur.[1]
- Amorf silicium
- Metallische glazen: vanaf 1974 commercieel op de markt gebracht, in eerste instantie onder de merknaam metglass.
- Mineraloïden zijn amorfe, glasachtige mineralen die in de natuur worden aangetroffen, zoals obsidiaan en opaal.
- Organische vaste stoffen zoals bijenwas en paraffine, maar bijvoorbeeld ook barnsteen.
- Suikerspin wordt gemaakt door gesmolten suiker heel dun weg te spuiten, waardoor deze, als gevolg van het grote contactoppervlak aan de lucht, heel snel afkoelt.

## Vorming van amorfe vaste stof
Een amorfe fase van materie ontstaat door materiaal vanuit de vloeibare aggregatietoestand snel af te koelen. Voor metalen moet dat met een snelheid van meer dan 1.000 K per seconde, een productieproces dat afschrikken wordt genoemd. De atomen of moleculen hebben bij het stollen dan niet voldoende tijd om zich naar een kristalrooster te rangschikken, ook al is de kristallijne fase energetisch gunstiger. De materiaaleigenschappen van amorfe materialen zijn beduidend anders dan die van de kristallijne varianten.

## Materiaaleigenschappen
Omdat er nog veel onduidelijk is over het hoe en waarom van de eigenschappen van amorfe stoffen, wordt er veel onderzoek naar gedaan.
De temperatuur waarbij een amorfe stof smelt wordt de glastemperatuur (Tg) genoemd. De stof is boven de glastemperatuur zeer viskeus. Soms is de glastemperatuur niet goed te bepalen, omdat de overgang, het smelttraject, van vaste stof naar vloeistof geleidelijk verloopt. 
Soms is het moeilijk een amorfe vorm van een stof te maken. Het afkoelen moet zeer snel gebeuren. Sommige materialen raken makkelijk in de toestand van onderkoelde vloeistof, die vervolgens zeer snel kan kristalliseren. 
Amorfe structuren ontstaan vaak door het toevoegen van een andere stof. Zo ontstaat glas uit siliciumdioxide SiO2 door toevoegen van soda. Deze techniek wordt al duizenden jaren toegepast. Van het amorfe glas kunnen, juist door de amorfe structuur, gemakkelijk allerlei vormen gemaakt worden. Met kristallijne stoffen gaat dat veel minder goed, vooral als ze hard zijn, zoals siliciumdioxide. Een ductiel (zachter) kristallijn materiaal, zoals metaal, kan wel gevormd worden in allerlei vormen, bijvoorbeeld door de stof te verhitten (smeden).
Amorfe materialen hebben, door de grotere afstand tussen de atomen, een lagere dichtheid dan een kristallijne vorm van een materiaal . Bovendien zijn de stoffen minder hard, en brosser.

Vergelijking van amorfe en kristallijne siliciumdioxide
Amorfe siliciumdioxide SiO2
Kristallijne SiO2